# What the Fuck?
What the Fuck? (fr. N'importe qui) – francuska komedia z 2014 roku w reżyserii Raphaëla Frydmana. Zdjęcia kręcono w Montpellier i Aimargues.

## Obsada
- Rémi Gaillard jako Lui-meme
- Nicole Ferroni jako Sandra
- Alban Ivanov jako Arnaud
- Sylvain Katan jako Gerald
- Franc Bruneau jako Greg
- Quentin Jodar jako Cheveux
- Brigitte Moati jako teściowa
- Grégory Nardella

i inni.